# Mary Wells
Mary Esther Wells (13 de mayo de 1943 - 26 de julio de 1992) fue una cantante estadounidense que ayudó a definir el sonido emergente de Motown a principios de la década de 1960.
Junto con The Supremes, The Miracles, The Temptations, Martha Reeves and the Vandellas y los Four Tops, se decía que Wells había sido parte de la carga de música negra en las estaciones de radio y estantes de discos de la corriente principal de Estados Unidos, "cerrando las líneas de color en la música en ese momento."
Con una serie de exitosos sencillos compuestos principalmente por Smokey Robinson, incluidos "The One Who Really Loves You", "Two Lovers" y el nominado al Grammy "You Beat Me to the Punch", todos en 1962, además de su éxito característico, "My Guy" (1964), fue reconocida como "La Reina de Motown" hasta su salida de la compañía en 1964, en el apogeo de su éxito.

## Vida y carrera

### Primeros años y grabaciones iniciales (1943-1962)
Mary Esther Wells nació cerca de la Universidad Estatal Wayne de Detroit el 13 de mayo de 1943, de una madre que trabajaba como empleada doméstica y un padre ausente. Una de tres hijos, contrajo meningitis espinal a la edad de dos años y luchó contra ceguera parcial, sordera en un oído y parálisis temporal. A los 10 años, Wells contrajo tuberculosis . Durante sus primeros años, Wells vivió en Black Bottom y luchó contra la pobreza. A los 12 años ayudaba a su madre con las tareas de limpieza de la casa.
Wells utilizó el canto como consuelo para su dolor y, a los 10 años, se había graduado de coros de iglesias para actuar en clubes nocturnos locales en el área de Detroit. Wells se graduó de la escuela secundaria Northwestern de Detroit a la edad de 17 años y se propuso convertirse en científica, pero después de enterarse del éxito de músicos de Detroit como Jackie Wilson y the Miracles, decidió probar suerte en la música como cantante y compositora de canciones.
En 1960, Wells, de 17 años, se acercó al fundador de Tamla Records , Berry Gordy, en el club Twenty Grand de Detroit, con una canción que había previsto que grabara Jackie Wilson, ya que Wells sabía de la colaboración de Gordy con Wilson. Sin embargo, un Gordy cansado, insistió en que Wells cantara la canción frente a él. Impresionado, Gordy hizo que Wells ingresara a United Sound Systems de Detroit para grabar el sencillo, titulado " Bye Bye Baby ". Después de 22 tomas, Gordy contrató a Wells para la filial Motown de su sello discográfico en expansión y lanzó la canción como sencillo en septiembre de 1960; alcanzó el puesto número 8 en la lista de R&B de Billboard de EE. UU. en 1961, y luego pasó a la lista de sencillos pop, donde alcanzó el puesto 45
Las primeras grabaciones de Wells en Motown reflejaban un sonido R&B más áspero que el estilo más suave de sus mayores éxitos. Wells se convirtió en la primera artista femenina de Motown en tener un sencillo pop Top 40 después de que la canción de doo-wop escrita por Mickey Stevenson " I Don't Want to Take a Chance " alcanzara el puesto 33 en junio de 1961 En el otoño de ese año, Motown publicó su primer álbum y lanzó un tercer sencillo, la balada de blues "Strange Love". Cuando ese disco fracasó, Gordy puso a Wells en contacto con el cantante principal de The Miracles, Smokey Robinson . Aunque fue aclamada como "la primera dama de Motown", Wells fue técnicamente la tercera mujer que firmó para Motown: Claudette Rogers, del primer grupo estrella de Motown, The Miracles, ha sido referida por Berry Gordy como "la primera dama de Motown Records" debido a que ella firmó como miembro del grupo a finales de 1959, y luego la cantante de blues y gospel de Detroit, Mable John, había firmado con el entonces incipiente sello un año antes de la llegada de Wells. Sin embargo, los primeros éxitos de Wells como una de las pocas solistas femeninas del sello la convirtieron en la primera estrella femenina del sello y su primera solista de pleno éxito.

### Éxito (1962-1964)
La colaboración de Wells con Robinson dio lugar a una sucesión de sencillos exitosos durante los dos años siguientes. Su primera colaboración, " The One Who Really Loves You " de 1962, fue el primer éxito de Wells, alcanzando el puesto número 2 en la lista de R&B y el número 8 en el Hot 100. La canción presentaba una producción de soul al estilo calipso que definió los primeros éxitos de Wells. Motown lanzó " You Beat Me to the Punch ", con un sonido similar, unos meses después. La canción se convirtió en su primer sencillo número 1 de R&B y alcanzó el puesto número 9 en la lista de éxitos. El éxito de "You Beat Me to the Punch" ayudó a convertir a Wells en la primera estrella de Motown en ser nominada a un premio Grammy cuando la canción fue nominada a Mejor grabación de rock & roll en 1963.
A finales de 1962, " Two Lovers "  se convirtió en el tercer sencillo consecutivo de Wells en alcanzar el Top 10 del Hot 100 ' Billboard, alcanzando el puesto número 7 y convirtiéndose en su segundo éxito número 1 en la lista de R&B. Esto ayudó a convertir a Wells en la primera solista femenina en tener tres sencillos Top 10 consecutivos en la lista de éxitos. La canción vendió más de un millón de copias y recibió un disco de oro . El éxito de Wells en el sello fue reconocido cuando se convirtió en cabeza de cartel durante la primera serie de conciertos de Motortown Revue, a partir del otoño de 1962. La cantante mostró una presencia escénica más cruda que contrastaba con sus grabaciones de R&B más suaves.
El éxito de Wells continuó en 1963 cuando alcanzó el Top 20 con la balada doo-wop " Laughing Boy " y obtuvo tres sencillos adicionales en el Top 40, " Your Old Standby ", " You Lost the Sweetest Boy " y su cara B, " What's Easy for Two Is So Hard For One ". "You Lost the Sweetest Boy" fue uno de los primeros sencillos de éxito compuestos por Holland-Dozier-Holland, el equipo de compositores y productores, aunque Robinson siguió siendo el productor principal de Wells.
También en 1963, Wells grabó una sesión de caras B exitosas que posiblemente se hicieron tan conocidas como sus éxitos, incluidos " Operator ", "What Love Has Joined Together", "Two Wrongs Don't Make a Right" y "Old Love". (Let's Try It Again)". Wells y Robinson también grabaron un dueto titulado "I Want You 'Round", que sería regrabado por Marvin Gaye y Kim Weston .
En 1964, Wells grabó " My Guy ". La canción de Smokey Robinson se convirtió en su sencillo característico, alcanzando el número 1 en la lista de R&B de Cashbox durante siete semanas y convirtiéndose en el sencillo de R&B número 1 del año. La canción pasó con éxito al Billboard Hot 100, donde finalmente reemplazó a " Hello, Dolly! " de Louis Armstrong en el número 1, permaneciendo allí durante dos semanas. La canción se convirtió en el segundo sencillo de Wells con ventas millonarias.
Para aprovechar el éxito de la canción, Motown lanzó un álbum a dúo grabado con su colega estrella cantante de Motown , Marvin Gaye, Together . El álbum alcanzó el puesto número 1 en la lista de álbumes de R&B y el número 42 en la lista de álbumes pop, y produjo los éxitos de doble cara " Once Upon a Time " y " What's the Matter With You Baby ".
"My Guy" fue una de las primeras canciones de Motown que triunfó al otro lado del Atlántico, alcanzando finalmente el puesto número 5 en las listas del Reino Unido y convirtiendo a Wells en una estrella internacional. Por esta época, los Beatles declararon que Wells era su cantante estadounidense favorita, y pronto recibió una invitación para actuar como telonera del grupo durante su gira por el Reino Unido, convirtiéndola así en la primera estrella de Motown en actuar en el Reino Unido. Wells fue sólo una de las tres cantantes que abrieron para los Beatles, las otras fueron Brenda Holloway y Jackie DeShannon . Danny Tyrell la acompañó en shows en vivo en Detroit. Wells se hizo amiga de los cuatro Beatles y luego lanzó un álbum tributo, Love Songs to the Beatles, a mediados de la década.
El exjefe de ventas de Motown, Barney Ales, describió el éxito histórico de Wells en 1964:

En 1964, Mary Wells era nuestra gran artista. No creo que haya público de entre 30 y 50 años que no sepa la letra de My Guy.
1992

### Dejando Motown (1964-1965)
Estoy aquí hoy para exhortarlos a mantener la fe. No puedo animarlos con toda mi voz, pero sí puedo alentarlos y rezo para motivarlos con todo mi corazón, mi alma y mis susurros.
Mary Wells

Irónicamente, durante su año de mayor éxito, Wells tuvo problemas con Motown por su contrato discográfico original, que había firmado a la edad de 17 años. También estaba supuestamente enojada porque el dinero obtenido con "My Guy" se estaba utilizando para promocionar a las Supremes, que habían tenido éxito con " Where Did Our Love Go ", al igual que se promocionó "My Guy", utilizando las ganancias de otra canción anterior de Motown. Aunque, según los informes, Gordy intentó renegociar con Wells, la cantante aún pidió ser liberada de su contrato con Motown.
Una demanda pendiente mantuvo a Wells alejada del estudio durante varios meses, mientras ella y Gordy negociaban los detalles del contrato, con Wells luchando por obtener una mayor parte de las regalías que había ganado durante su mandato en Motown. Finalmente, Wells invocó una cláusula que le permitía abandonar el sello, informando al tribunal que su contrato original no era válido, ya que lo había firmado cuando aún era menor de edad. Wells ganó su demanda y obtuvo un acuerdo, dejando Motown oficialmente a principios de 1965, tras lo cual aceptó un lucrativo contrato (200.000 dólares) con 20th Century Fox Records .
Parte de los términos del acuerdo de su liberación era que no podía recibir regalías de sus trabajos anteriores con el sello, incluido el uso de su imagen para promocionarse.

### Luchas profesionales (1965-1977)
Wells trabajó en material para su nuevo sello discográfico mientras lidiaba con otros problemas, incluido estar postrada en cama durante semanas debido a la tuberculosis . El primer lanzamiento homónimo de Wells en 20th Century Fox incluyó el primer sencillo "Ain't It The Truth", su cara B "Stop Taking Me for Granted", el único éxito entre los 40 primeros, " Use Your Head " y "Never, Never Leave Me". ". Sin embargo, el álbum fracasó, al igual que el álbum tributo a los Beatles que lanzó poco después. Los rumores han insinuado que Motown pudo haber amenazado con demandar a las estaciones de radio por reproducir música post-Motown de Wells durante este tiempo. Después de un período estresante en el que Wells y el sello lucharon por múltiples cuestiones después de que sus discos no lograron éxito en las listas, la cantante pidió que la despidieran en 1965 y se fue con un pequeño acuerdo.
En 1966, Wells firmó con la filial Atco de Atlantic Records . Trabajando con el productor Carl Davis, consiguió su último éxito en el Top 10 de R&B con " Dear Lover ", que también se convirtió en un éxito pop modestamente exitoso, alcanzando el puesto 51. Sin embargo, al igual que su paso por 20th Century Fox, la cantante tuvo problemas para lograr un siguiente éxito y, en 1968, dejó el sello para Jubilee Records, donde compuso su último éxito pop, "The Doctor", una canción que coescribió con su entonces esposo Cecil Womack . Mientras tanto, había intentado desarrollar una carrera cinematográfica, pero solo logró un papel de estrella invitada en Catalina Caper (1967). En 1970, Wells dejó Jubilee por un contrato de corta duración con Reprise Records, filial de Warner Music, y lanzó dos sencillos producidos por Bobby Womack . En 1972, Wells consiguió un éxito en el Reino Unido con una reedición de "My Guy", que se lanzó con el sello Tamla-Motown y subió al número 14 Aunque fue una reedición, Wells promocionó fuertemente el sencillo y apareció en el programa de televisión británico Top of the Pops por primera vez. A pesar de este mini-renacimiento, decidió retirarse de la música en 1974 para criar a su familia.

### Regreso (1977-1989)
En 1977, Wells se divorció de Cecil Womack y volvió a actuar. Fue descubierta por el presidente de CBS Urban, Larkin Arnold, en 1978 y le ofreció un contrato con la filial de CBS, Epic Records, que lanzó In and Out of Love en octubre de 1981. El álbum, que había sido grabado en 1979, produjo el mayor éxito de Wells en años, el funky disco single " Gigolo ".
"Gigolo" se convirtió en un éxito en los clubes de baile de todo el país. Una mezcla de seis minutos alcanzó el puesto 13 en la lista Hot Dance/Club Singles ' Billboard y el número 2 en la lista Hot Disco Songs. Una versión de radio de cuatro minutos lanzada para estaciones de R&B en enero de 1982 logró una modesta aparición en el puesto 69. Resultó ser el último sencillo de Wells en las listas.
Después de que el álbum principal no logró llegar a las listas ni producir seguimientos exitosos, se lanzó These Arms, al estilo Motown, pero fracasó y fue rápidamente retirado, y el contrato de Wells con Epic fracasó. El fracaso del álbum puede deberse a una ligera promoción. Todavía tenía un álbum más en su contrato con CBS y, en 1982, lanzó un álbum de versiones, Easy Touch, que apuntaba al formato de radio adult contemporary .
Dejó CBS en 1983 y continuó grabando para sellos más pequeños, obteniendo nuevos éxitos como artista de gira.
En la edición del 21 de abril de 1984 de American Top 40, Casey Kasem informó que Wells estaba intentando establecer una cadena de perritos calientes .
En 1989, Wells fue homenajeada con el Premio Pionero de la Fundación Rhythm and Blues durante su año inaugural.

### Últimos años (1990-1992)
En 1990, Wells grabó un álbum para Motorcity Records de Ian Levine, pero su voz comenzó a fallar, lo que provocó que la cantante visitara un hospital local. Los médicos diagnosticaron a Wells con cáncer de laringe . Los tratamientos para la enfermedad devastaron su voz y la obligaron a abandonar su carrera musical. Como no tenía seguro médico, su enfermedad acabó con sus finanzas y la obligó a vender su casa. Mientras luchaba por continuar con el tratamiento, viejos amigos de Motown, incluidos Diana Ross, Mary Wilson, miembros de Temptations y Martha Reeves, hicieron donaciones para apoyarla, junto con la ayuda de admiradores como Dionne Warwick, Rod Stewart, Bruce Springsteen, Aretha Franklin y Bonnie Raitt . Ese mismo año, su compañera fan y cantante de R&B de Detroit , Anita Baker, celebró un concierto benéfico. Wells también recibió un homenaje de amigos como Stevie Wonder y Little Richard en The Joan Rivers Show .
En 1991, Wells presentó una demanda multimillonaria contra Motown por regalías que sentía que no había recibido al dejar Motown Records en 1964 y por pérdida de regalías por no promocionar sus canciones como debería haberlo hecho la compañía. Motown finalmente resolvió la demanda dándole una suma de seis cifras. Ese mismo año, testificó ante el Congreso de los Estados Unidos para fomentar la financiación gubernamental para la investigación del cáncer:

## Vida personal
Wells se casó dos veces: primero, en 1960, con el cantante de Detroit Herman Griffin; se divorciaron en 1963. A pesar de los rumores, nunca salió con el también cantante de Motown Marvin Gaye, quien tendría exitosas colaboraciones a dúo con Kim Weston, Tammi Terrell y Diana Ross después de que Wells dejara Motown.
En 1966, Wells se casó con el cantautor Cecil Womack, exmiembro de The Valentinos, y hermano menor del músico Bobby Womack . El matrimonio duró hasta 1977 y tuvieron tres hijos.
Wells tuvo cuatro hijos de dos matrimonios: Cecil, Jr., Harry, Stacy y Sugar.

## Muerte
En el verano de 1992, el cáncer de Wells regresó y la llevaron de urgencia al Hospital Oncológico Kenneth Norris Jr. de Los Ángeles con neumonía . Con los efectos de sus tratamientos fallidos y un sistema inmunológico debilitado, Wells murió el 26 de julio de 1992, a la edad de 49 años Después de su funeral, que incluyó un elogio pronunciado por su viejo amigo y excolaborador, Smokey Robinson, Wells fue incinerada y sus cenizas fueron enterradas en el Forest Lawn Memorial Park de Glendale, en una cripta de la familia Womack. El amigo de la familia Sam Cooke está enterrado en The Garden of Honor, a unos 850 pies (259,1 m) al oeste.

## Reconocimientos
Aunque Wells ha sido elegible para ingresar al Salón de la Fama del Rock and Roll, siendo nominada dos veces en 1986 y 1987, aún no lo ha logrado.
Wells obtuvo una nominación al premio Grammy durante su carrera. Su canción "My Guy" fue incluida en el Salón de la Fama de los Grammy en 1999.
Wells recibió uno de los primeros premios Pioneer de la Fundación Rhythm and Blues en 1989. Un año después, la fundación recaudó más de 50.000 dólares para ayudarla con su tratamiento después de que su enfermedad acabara con todas sus finanzas.
Wells fue incluida en el Salón de la Fama de las Leyendas del Rock and Roll de Michigan en 2006. Fue incluida en el Salón de la Fama Nacional del Rhythm & Blues en 2017.

## Discografía

### Singles
- 1960: "Bye Bye Baby" (US #45)
- 1961: "I Don't Want to Take a Chance" (US #33)
- 1962: "The One Who Really Loves You" (US #8)
- 1962: "You Beat Me to the Punch" (US #9)
- 1962: "Two Lovers" (US #7)
- 1963: "Laughing Boy" (US #15)
- 1963: "Your Old Standby" (US #40)
- 1963: "You Lost the Sweetest Boy" (US #22)
- 1963: "What's So Easy for Two Is So Hard for One" (US #29)
- 1964: "My Guy" (US #1, UK #5)
- 1964: "Once Upon a Time" (US #19)
- 1964: "What's the Matter with You Baby" (US #15)
- 1964: "Ain't It The Truth (US #45)
- 1964: "Stop Takin’ Me For Granted (US #88)
- 1965: "Use Your Head" (US #34)
- 1965: "Never, Never Leave Me" (US R&B #15)
- 1965: "He's A Lover" (US #74)
- 1965: "Me Without You" (US #95)
- 1966: "Dear Lover" (US #51, R&B #6)
- 1966: "Can't You See (You’re Losing Me)"  (US #94)
- 1966: "Such A Sweet Thing" (US #99)
- 1968: "The Doctor" (US #65, R&B #22)
- 1969: "Never Give A Man The World: (US R&B #38)
- 1969: "Dig the Way I Feel" (US R&B #35)
- 1981: "Gigolo" (US Disco #2, US Club #13, R&B #69)

### Álbumes de estudio
- 1963: Two Lovers and Other Great Hits  (#49 U.S.)
- 1964: Together  (#42 U.S.)
- 1964: Greatest Hits (#18 U.S.)
- 1964: Mary Wells Sings My Guy (#111 U.S.)
- 1965: Mary Wells (#145 U.S.)